# Bernd Rohr
Bernd Rohr (13 de novembro de 1937 - 5 de dezembro de 2022) é um ex-ciclista alemão, profissional de 1964 a 1968. Especialista em provas de pista, Rohr é notável por ser o campeão mundial de perseguição por equipes em 1962, juntamente com Ehrenfried Rudolph, Klaus May e Lothar Claesges.